# Mithraeum

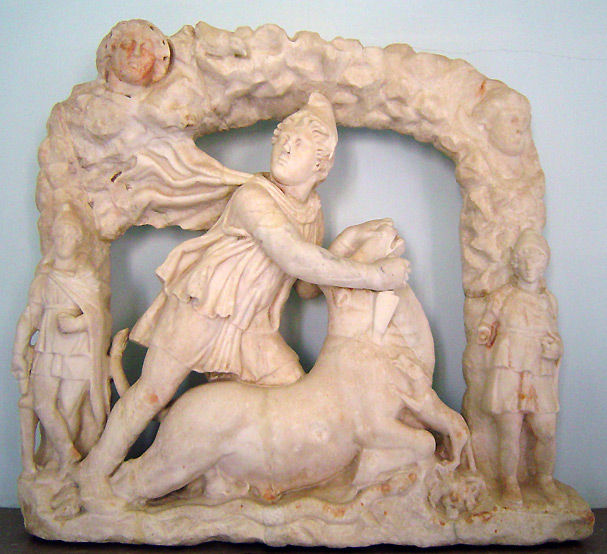
Romeinse sculptuur (3e eeuw n. Chr.) van Mithras die een stier slacht. In elk mithraeum (Mithraïstische tempel) nam deze afbeelding een centrale plaats in.

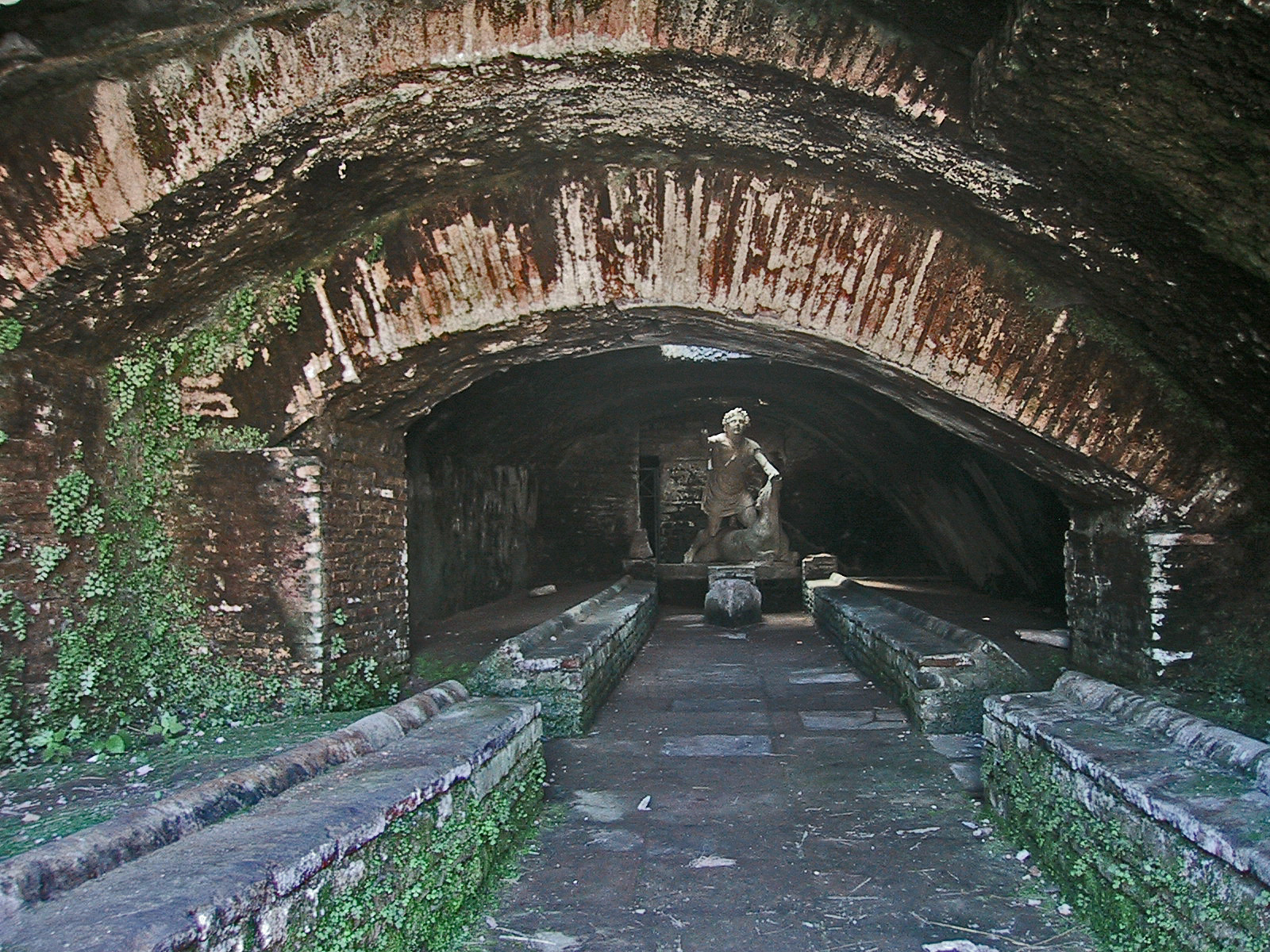
Overblijfselen van een mithraeum in Ostia Antica, Italië.

Een mithraeum was in de Romeinse oudheid een tempel voor het Mithraïsme, de cultus van de zonnegod Mithras.
Het Mithraïsme was in de eerste eeuwen van onze jaartelling geliefd bij de Romeinse legionairs. In de belangrijkste garnizoensplaatsen en ook in Rome zelf waren mithraea gebouwd. Men vindt de resten van deze tempels tot in Engeland.
Op de altaren van Mithras in het aan hem gewijde mithraeum werd de zonnegod Mithras afgebeeld terwijl hij zich wast met het bloed van een geofferde stier. De begeleidende tekst was "Gij hebt ons gered door het eeuwige bloed te vergieten".
Voor arme mensen was er het minder kostbare ritueel van het Criobolium met schapenbloed. Deze discipelen van Mithras werden "gewassen in het bloed van het lam".